# Estande de tiro

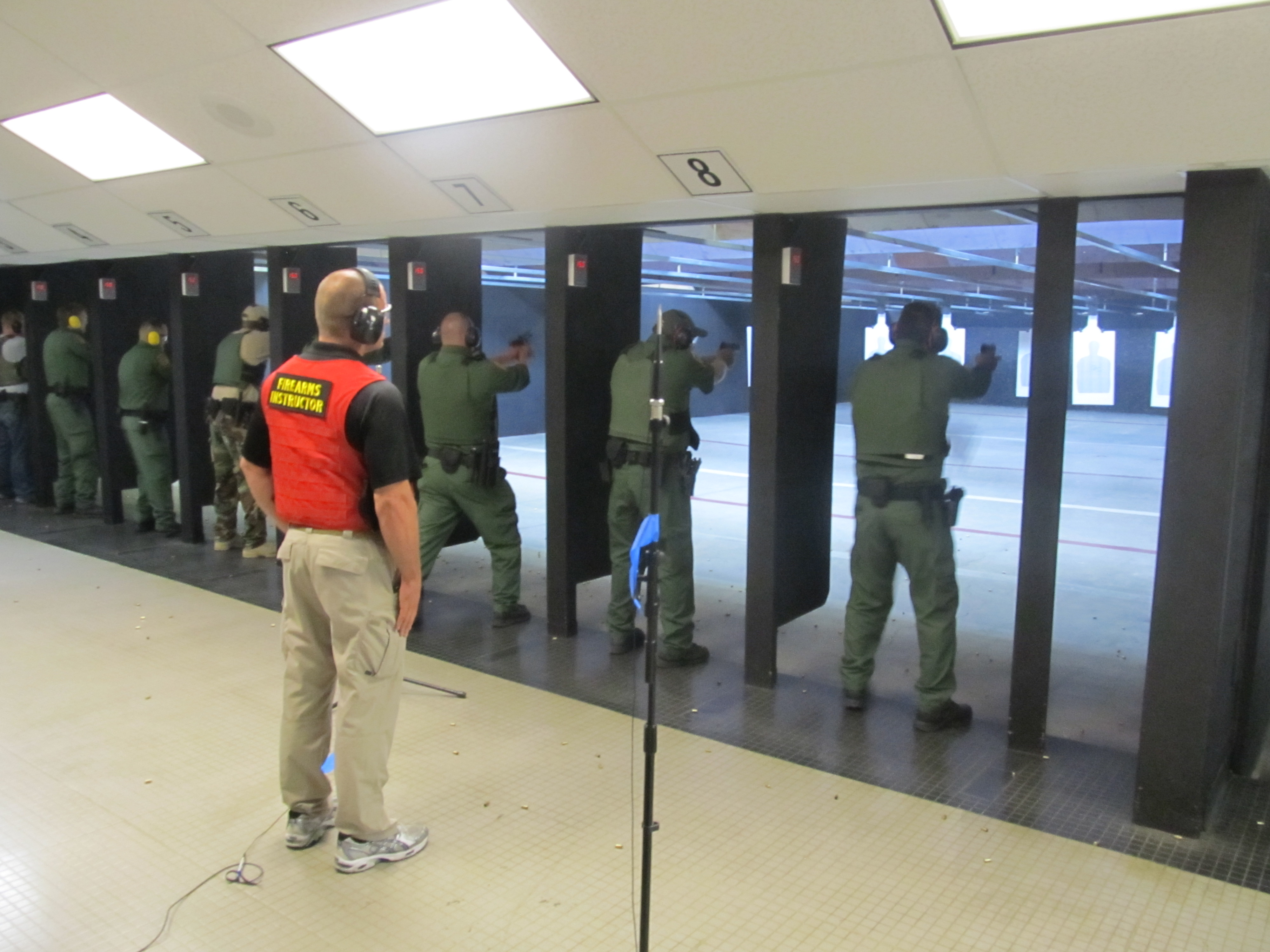
Um estande de tiro "indoor". Um instrutor é mostrado supervisionando exercícios típicos de treinamento com armas de fogo

Um estande de tiro, é uma instalação, local ou campo especializado, projetado especificamente para qualificações de uso de armas de fogo, treinamento, prática ou competições.

## Visão geral e uso
Alguns estandes de tiro são operados por militares ou agências de aplicação da lei, outros são de propriedade privada de civis e clubes esportivos e atende principalmente a atiradores recreativos. Cada instalação é normalmente supervisionada por um ou mais instrutores, chamados de "Range Safety Officer" (RSO) nos Estados Unidos, ou um "Range Conducting Officer" (RCO) no Reino Unido. O pessoal de supervisão é responsável por garantir que todas as regras de segurança de armas e regulamentos governamentais relevantes sejam seguidos em todos os momentos.
Os estandes de tiro podem ser internos ("indoor") ou externos ("outdoor") e podem ser restritos a certos tipos de armas de fogo que podem ser usados, como revólveres ou armas longas, ou podem se especializar em certas modalidades olímpicas, como trap/skeet ou pistola/rifle a 10 m. A maioria dos estandes "indoor" restringe o uso de calibres de alta potência, rifles ou armas totalmente automáticas.
Um estande de tiro pode ser também uma instalação recreativa de tiro com armas de brinquedo (geralmente armas de ar de baixa potência, como armas BB ou airsoft, ocasionalmente armas leves ou de "paintball"), muitas vezes localizadas em parques de diversões, galerias, carnavais ou feiras e jogos casuais e entretenimento para o público visitante premiando os clientes com brinquedos, lembranças e troféus.

## Tipos
Em áreas urbanas, a maioria dos estandes de tiro será em instalações internas. Os estandes "indoor" oferecem proteção contra as condições climáticas adversas e podem ser operadas 24 horas por dia em um ambiente controlado. Os estandes de tiro ao ar livre (ou "outdoor") são normalmente encontrados longe de áreas povoadas devido a preocupações com segurança, poluição sonora e contaminação do solo.

### Indoor
Os estandes de tiro "indoor" são geralmente construídos como estruturas autônomas, embora possam ser alojados em edifícios maiores em áreas isoladas, como o porão. Os componentes básicos da maioria dos estandes internos consistem em linhas/raias/pistas de tiro demarcadas, alvos e uma parede "para bala" (que evita balas perdidas e penetração excessiva). As considerações de projeto podem variar dependendo do uso planejado, mas todas devem abordar os requisitos básicos para operar com segurança, que é fornecer proteção balística, controles de segurança, ventilação, isolamento acústico e iluminação adequados.

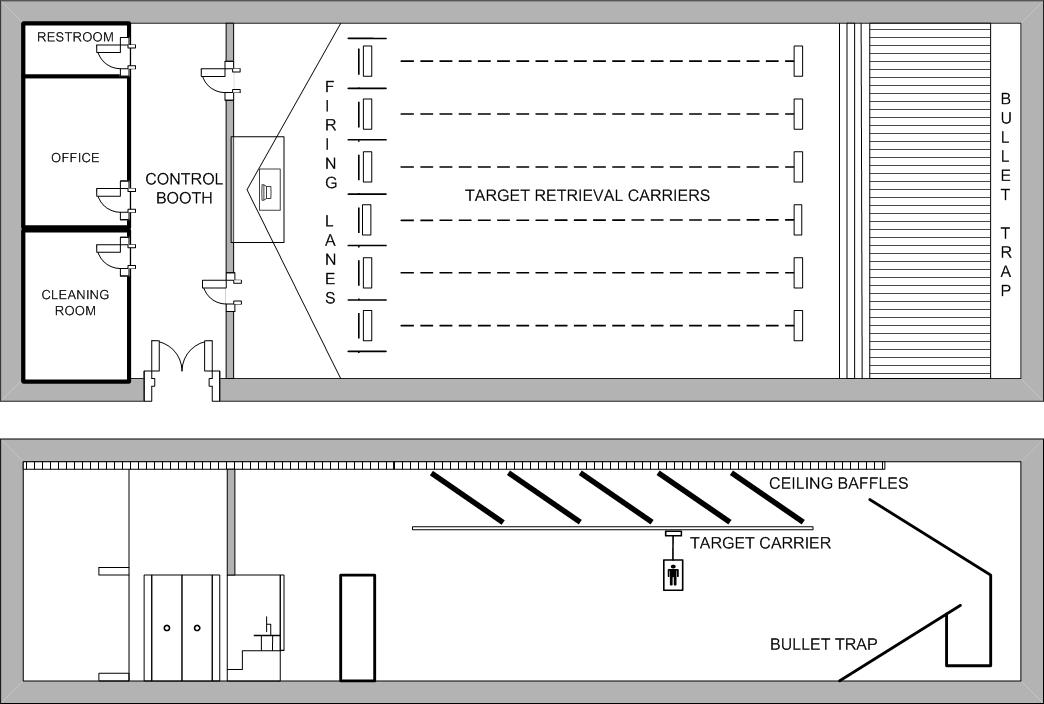
Planta baixa e diagrama seccional de estande de tiro típico.

### Outdoor

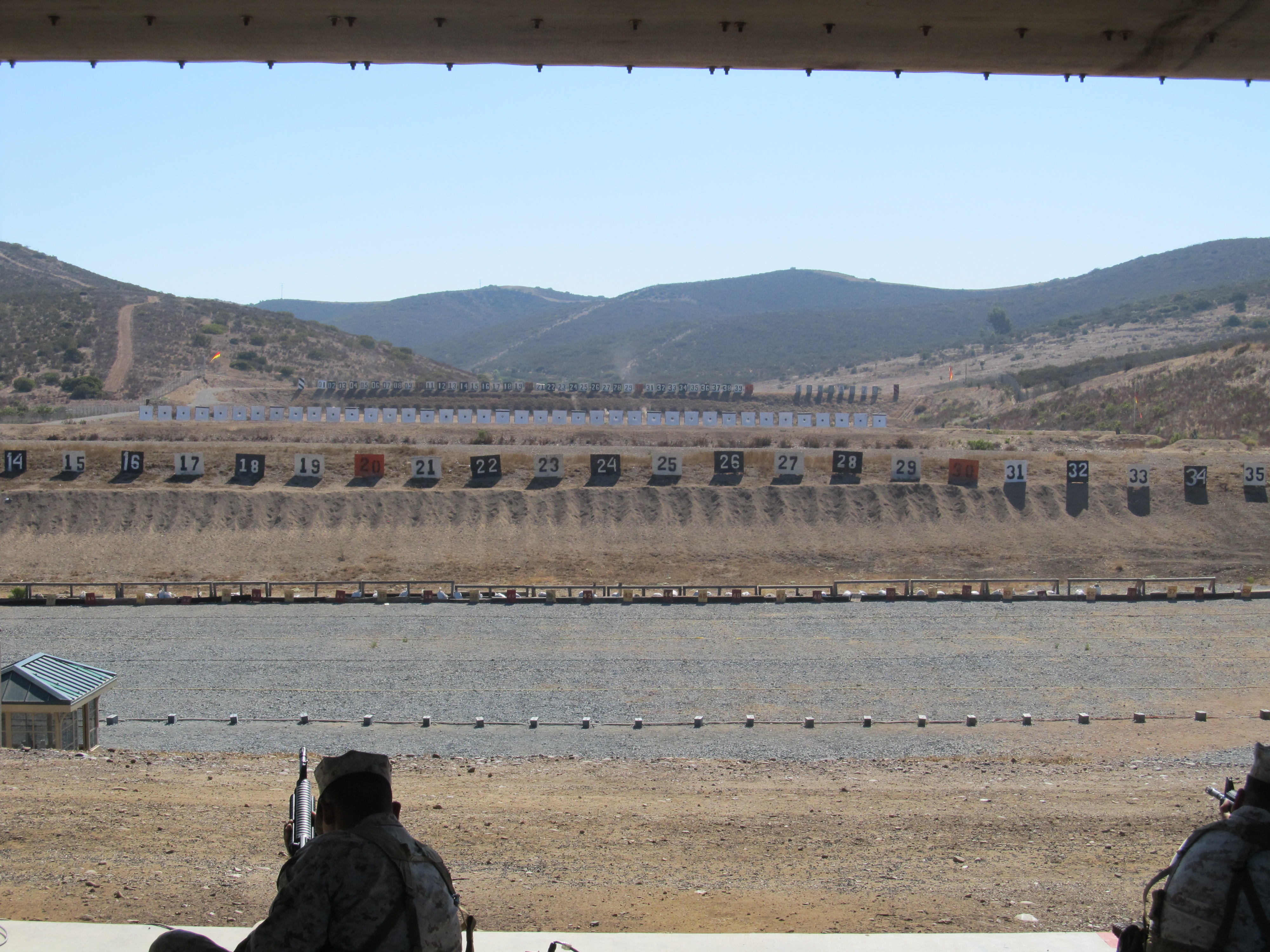
Um estande de tiro "outdoor" mostrando diferentes distâncias que os atiradores devem praticar para suas qualificações de armas de fogo.

Os estandes de tiro "outdoor" são usados para disparos de longa distância até ou acima de 1.200 jardas (1.100 m). O treinamento também pode exigir especificamente a exposição a elementos como vento, poeira e chuva. O tiro de competição ao ar livre é preferido em condições climáticas favoráveis, embora as condições possam mudar, a competição só é abandonada quando a segurança se torna um problema.
Os estandes ao ar livre são projetados para conter todos os tiros disparados. Isso requer um muro de retenção alto atrás da linha de alvos, chamado de "para bala", compreendendo nesse caso, um monte de terra, barreira de sacos de areia ou barreiras em forma de funil especialmente projetadas para capturar balas e evitar tiros desalinhados, ricochetes, balas perdidas ou tiros que vão além dos limites de o campo de tiro. A maioria dos estandes ao ar livre restringe o tamanho máximo do calibre e/ou energia do projétil com base nas especificações do projeto do estande. Alguns estandes de tiro ao alvo têm instalações separadas dedicadas ao uso de armas de fogo de maior potência, como calibre .50 por exemplo.
Os estandes "outdoor" podem ser parcialmente fechados e, portanto, ter algumas características em comum com os estandes "indoor", por exemplo, o estande do quartel das Forças Armadas Britânicas tem um posto de tiro coberto e normalmente tem paredes de 360°. Como o nome sugere, geralmente é encontrado em bases militares, em vez de nas áreas mais remotas comuns a áreas ao ar livre.
Vários estudos de áreas externas mostraram que a exposição prolongada ao chumbo e ao ruído pode causar problemas de saúde, principalmente entre funcionários e instrutores.
Devido à sua área maior e mais natureza "ao ar livre", as faixas, raias ou pistas externas precisam de menos limpeza e manutenção do que as áreas internas. No entanto, apesar da ventilação natural dos estandes de tiro ao ar livre, alguns estandes ao ar livre têm defletores balísticos no alto e paredes e estruturas de concreto nas laterais que podem causar a estagnação do ar e aumentar a exposição ao chumbo e ao ruído.
Consequentemente, os operadores de áreas externas podem considerar a adição de barreiras de transmissão de som, materiais absorventes e vegetação natural para diminuir a emissão de ruído. Ventiladores apontando para baixo podem fornecer movimento de ar para longe dos atiradores para diminuir a exposição ao chumbo.

## Áreas seguras
As áreas seguras são locais próprios em estandes de tiro onde uma pequena baía com uma direção segura é configurada para que os atiradores possam manusear armas descarregadas sem a supervisão de um "Range Officer" (RO). As áreas de segurança são amplamente utilizadas em modalidades de esporte de tiro dinâmico e PPC 1500, e podem, por exemplo, ser usadas para embalar, desembalar ou colocar uma arma no coldre, limpar ou consertar, atirar em seco e treinar com carregadores vazios.